# Елизабет Сити (Северна Каролина)
Елизабет Сити (енгл. Elizabeth City) град је у америчкој савезној држави Северна Каролина.

## Демографија
По попису из 2010. године број становника је 18.683, што је 1.495 (8,7%) становника више него 2000. године.
| Група             | 2000.         | 2010.          |
| Белци             | 6.813 (39,6%) | 7.026 (37,6%)  |
| Афроамериканци    | 9.729 (56,6%) | 10.090 (54,0%) |
| Азијати           | 136 (0,8%)    | 229 (1,2%)     |
| Хиспаноамериканци | 258 (1,5%)    | 943 (5,0%)     |
| Укупно            | 17.188        | 18.683         |